# Furacão Jimena (2009)
O furacão Jimena foi um intenso ciclone tropical que atingiu o noroeste do México no início de setembro de 2009. Sendo o décimo quarto ciclone tropical, a décima segunda tempestade tropical dotada de nome, o quinto furacão e o terceiro grande furacão da temporada de furacões no Pacífico de 2009, Jimena formou-se de uma área de perturbações meteorológicas a centenas de quilômetros da costa sudoeste do México em 28 de agosto de 2009. Com condições meteorológicas extremamente favoráveis, Jimena se tornou uma tempestade tropical no dia seguinte e começou a sofrer rápida intensificação a partir de então, tornando-se um furacão mais tarde naquele dia, e um grande furacão no dia seguinte assim que alcançou a intensidade de um furacão de categoria 3 na escala de furacões de Saffir-Simpson. Jimena continuou a se intensificar, e atingiu seu pico de intensidade ainda em 31 de agosto, com ventos máximos sustentados de 250 km/h. A partir de então, mudanças na estrutura interna do furacão combinado com águas oceânicas mais frias começaram a enfraquecer o furacão assim que o ciclone seguia para norte-noroeste, em direção à península da Baixa Califórnia. Jimena deixou de ser um grande furacão em 2 de setembro assim que as condições meteorológicas começaram a ficar menos favoráveis. Ao mesmo tempo, Jimena começou a se interagir com terra, acentuando seu enfraquecimento, e Jimena finalmente atingiu a costa da península mais tarde naquele dia, com ventos de até 150 km/h. Sobre a península, Jimena se enfraqueceu rapidamente, tornando-se uma tempestade tropical em 3 de setembro, e uma depressão tropical no dia seguinte. Jimena se degenerou para uma área de baixa pressão remanescente mais tarde naquele dia, e o Centro Nacional de Furacões (NHC) emitiu seu aviso final sobre o sistema.
Jimena causou grandes impactos no noroeste do México, principalmente nos estados de Sonora e Baja California Sur. Os prejuízos econômicos totais provocados pela tempestade ultrapassaram 800 milhões de pesos mexicanos, ou cerca de 60 milhões de dólares (valores em 2009). Jimena também provocou três fatalidades, uma direta e duas indiretas.

## História meteorológica

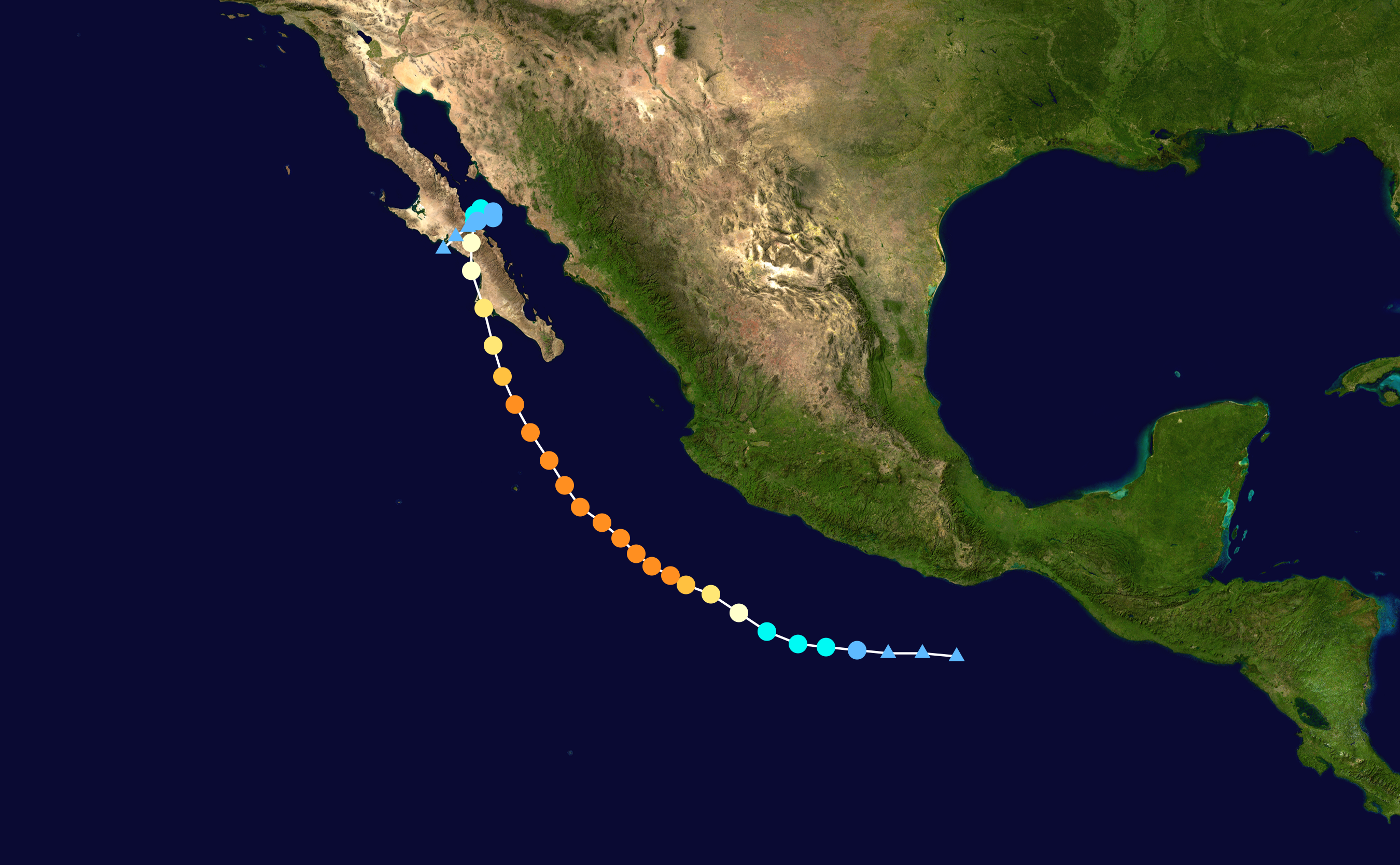
O caminho de Jimena

Em 25 de agosto, o Centro Nacional de Furacões (NHC) começou a monitorar uma ampla área de perturbações meteorológicas sobre a América Central. O sistema estava acompanhado por uma onda tropical enquanto seguia para oeste, adentrando a bacia no oceano Pacífico Nordeste. Por alguns dias, o sistema não mostrava sinais de organização. Porém, em 28 de agosto, a área de baixa pressão associada à onda começou a se organizar. O sistema continuou a se organizar, e no início da madrugada (UTC) de 29 de agosto, já estava suficientemente organizado, com bandas curvadas de tempestade e bons fluxos de saída para ser considerado pelo NHC como a décima terceira depressão tropical da temporada. O ciclone continuou a se organizar. Logo em seguida, novas áreas de convecção atmosférica se formaram no seu centro ciclônico. Estas novas áreas de convecção exibiam temperaturas inferiores a -80°C nos seus topos, indicando intensificação. Com isso, o NHC classificou o sistema para uma tempestade, e atribuiu-lhe o nome "Jimena".

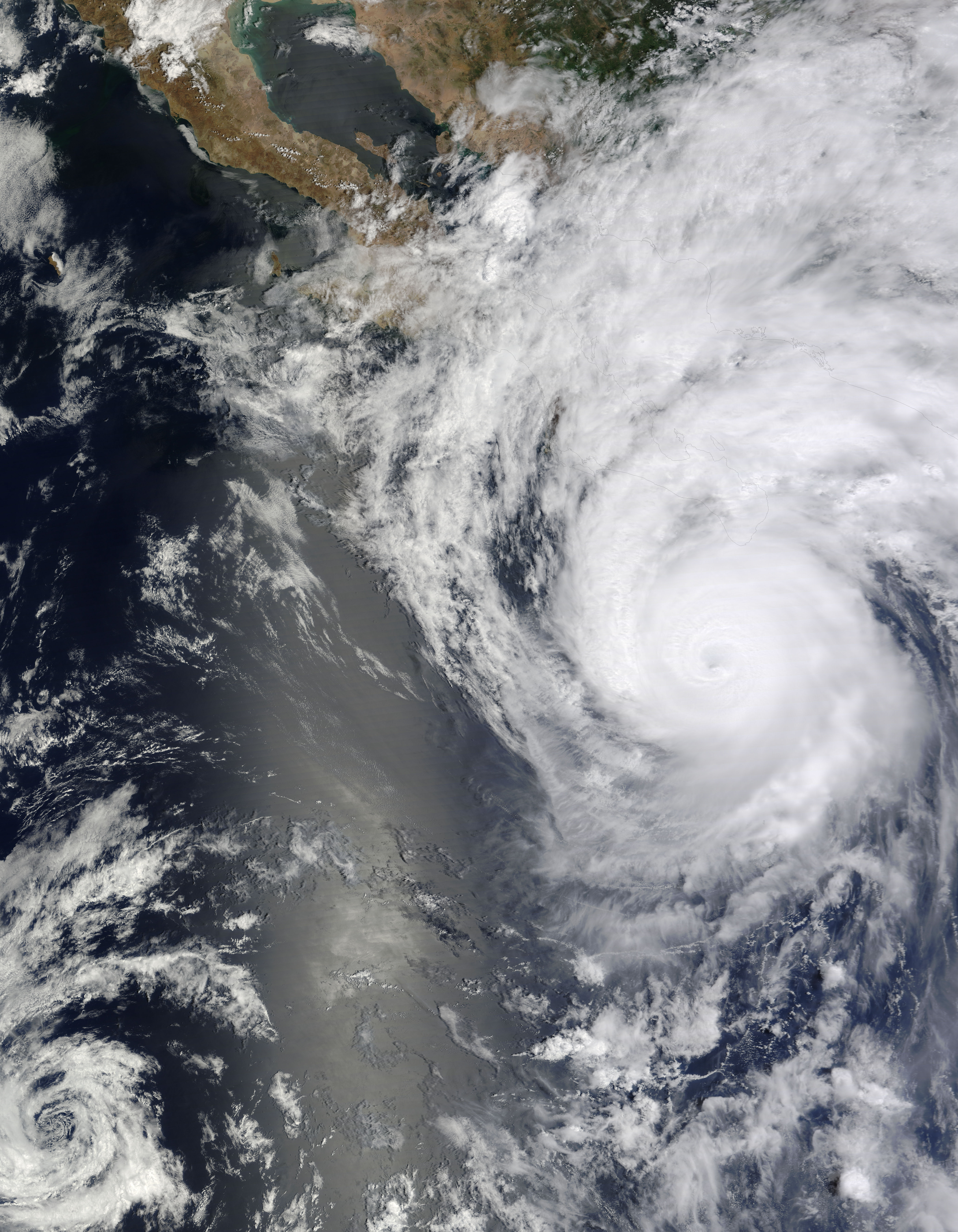
O furacão Jimena em 1 de setembro

A partir de então, Jimena começou a sofrer rápida intensificação, e ainda naquela tarde (UTC), mais novas áreas de convecção se formaram em torno do centro de Jimena, que já estava começando a exibir um pequeno olho. Algumas horas mais tarde, as áreas de convecção profunda já haviam organizado uma parede do olho, indicando que a tendência de rápida intensificação continuava. Com isso, Jimena se intensificou para um furacão. Naquele momento, os modelos de previsão de furacões davam 95% de chances de rápida intensificação, o maior percentual já visto em toda a história.

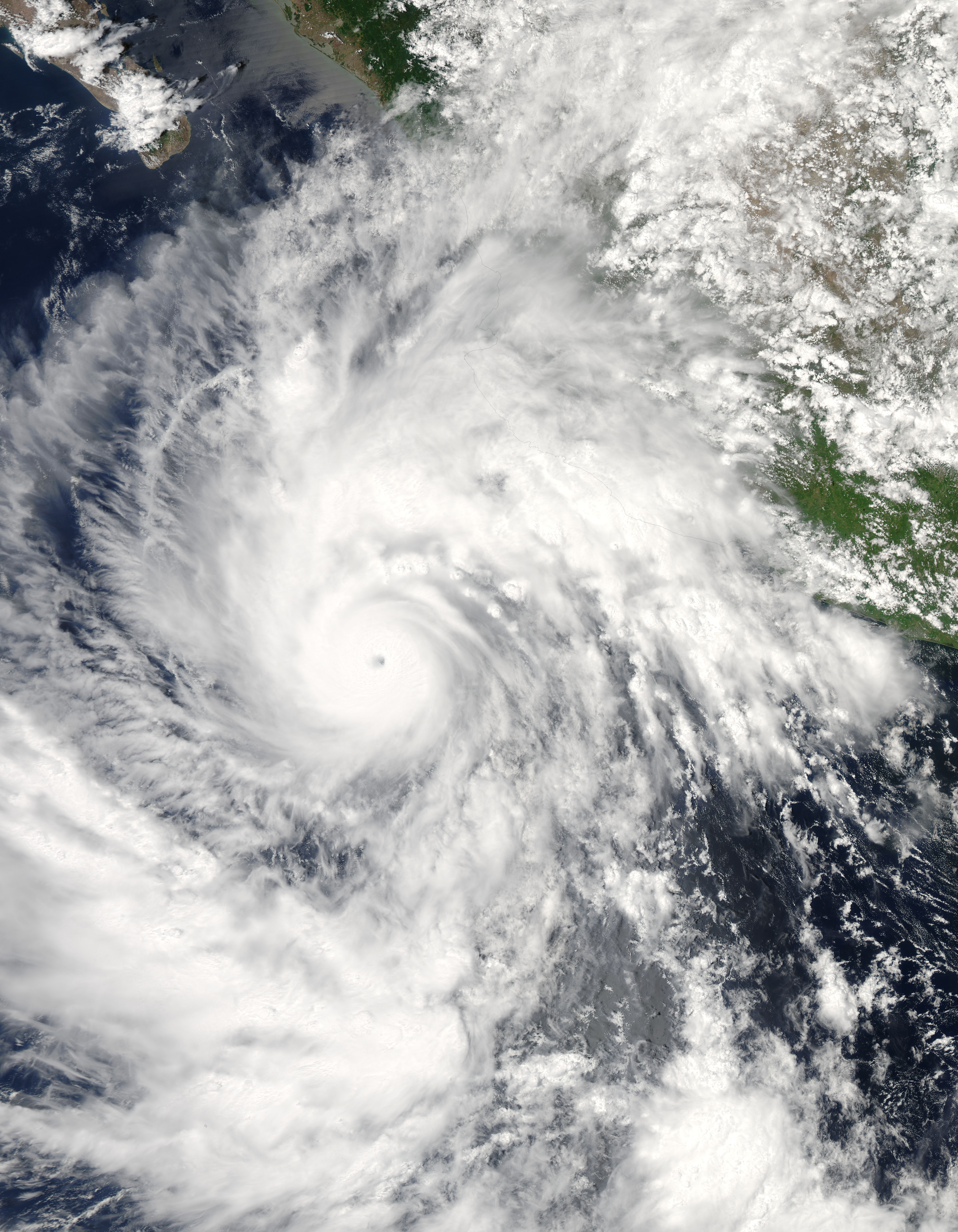
O furacão Jimea perto de seu pico de intensidade

A tendência de intensificação continuou, e Jimena alcançou a intensidade de um furacão de categoria 2 na escala de furacões de Saffir-Simpson ainda naquela noite (UTC). Naquele momento, Jimena exibia um olho "buraco de agulha", devido ao pequeno diâmetro de seu olho. Contudo, durante a madrugada de 30 de agosto, a tendência de intensificação de Jimena parou assim que seu olho já não era mais visível em imagens de satélite. Ao mesmo tempo, Jimena começou a seguir mais para noroeste assim que alcançava a borda sudoeste de uma alta subtropical que o guiava. Mas naquela manhã, Jimena voltou a se intensificar sob condições meteorológicas extremamente favoráveis, como águas oceânicas quentes, acima dos 30 °C, cerca de 1,5 °C acima da média, além de alta umidade atmosférica e baixo cisalhamento do vento. Com isso, Jimena se intensificou para o terceiro grande furacão da temporada de furacões no Pacífico de 2009 assim que alcançou a intensidade de um furacão de categoria 3. Jimena continuou a se intensificar rapidamente, e logo alcançou a intensidade de um furacão de categoria 4 naquela tarde assim que Jimena estabeleceu um núcleo interno bem definido. A partir do início da madrugada, Jimena parou de se intensificar assim que seus ventos máximos chegaram a 225 km/h. Naquele momento, seu olho ficou ligeiramente menos definido. Mais tarde, os especialistas em furacões do NHC disseram que o furacão havia sofrido um ciclo de substituição da parede do olho, que teria paralisado a tendência de intensificação de Jimena ou mesmo ter enfraquecido o furacão por algumas horas. Durante aquela noite (UTC) aviões caçadores de furacões realizaram observações meteorológicas in situ do furacão, e constataram que Jimena era mais forte do que visto em imagens de satélite. Além disso, uma sonda meteorológica foi lançada dos aviões, e mediram que a pressão atmosférica no olho de Jimena estava em 931 hPa. Com base nos dados dos caçadores de furacões, a intensidade de Jimena foi corrigida, com ventos máximos sustentados de 250 km/h, o que representou seu pico de intensidade.
A partir de então, Jimena parou de se intensificar assim que alcançou águas mais frias próximas à península da Baixa Califórnia. Ainda naquele dia, o olho de Jimena começou a ficar menos definido, e caçadores de furacões chegaram novamente ao furacão naquela tarde, e constataram que Jimena estava sofrendo novamente um ciclo de substituição da parede do olho, o que enfraqueceu substancialmente o furacão. A tendência de enfraquecimento continuou assim que o ciclo de substituição da parede do olho foi finalizado, tendência que foi evidenciada pelo aumento da temperatura do topo das áreas de convecção profunda. Com isso, Jimena se enfraqueceu para um furacão de categoria 3 ainda naquela noite. Jimena continuou a se enfraquecer gradualmente assim que suas áreas de convecção profunda encolhiam em torno de seu olho durante a madrugada (UTC) de 2 de setembro, e Jimena se enfraqueceu para um furacão de categoria 2 ainda naquela manhã (UTC). Naquela tarde, a tendência de enfraquecimento de Jimena se intensificou assim que sua circulação ciclônica começou a interagir com a península da Baixa Califórnia. Seu centro passou muito perto ou sobre Cabo San Lázaro, no estado mexicano de Baja California Sur. Jimena finalmente fez landfall na costa oeste da península da Baixa Califórnia assim que se enfraqueceu para um furacão de categoria, com ventos máximos sustentados de 150 km/h. Ao mesmo tempo, Jimena começou a ser afetado por forte cisalhamento do vento, que começou a separar a circulação ciclônica de médios e altos níveis da circulação ciclônica de baixos níveis, que ainda estava situado sobre a península da Baixa Califórnia. Com isso, Jimena se enfraqueceu para uma tempestade tropical no início da madrugada (UTC) de 3 de setembro. Jimena continuou a se enfraquecer durante o restante daquele dia, e naquela noite, o centro ciclônico de baixos níveis do sistema alcançou o golfo da Califórnia. Naquele momento, o centro ciclônico de baixos níveis de Jimena estava exposto, livre de nuvens, já que a maior parte das áreas de convecção profunda associadas ao ciclone foram deslocadas para o quadrante leste da tempestade devido ao forte cisalhamento do vento. A partir da madrugada (UTC) de 4 de setembro, Jimena começou a seguir lentamente para sudoeste e para oeste-sudoeste assim que a alta subtropical ao seu norte voltou a se intensificar. O cisalhamento do vento persistiu, e Jimena se enfraqueceu para uma depressão tropical assim que suas áreas de convecção profunda associadas diminuíram ainda mais. Jimena finalmente degenerou-se para uma área de baixa pressão remanescente, ausente de áreas de convecção, naquela noite (UTC), e o NHC emitiu seu aviso final sobre o sistema. O sistema remanescente de Jimena ainda seguiu para sudoeste e voltou a atingir a península da Baixa Califórnia, onde se dissipou totalmente em meio ao relevo montanhoso da península.

## Preparativos e impactos
Com a formação de Jimena ao largo da costa sudoeste do México, foi pedido à população do estado mexicano de Baja California Sur para que monitorassem o progresso do ciclone, já que a trajetória prevista do furacão passaria sobre a região em alguns dias. Logo em seguida, as autoridades mexicanas abriram abrigos de emergência no caso do furacão atingir o território mexicano. Em Acapulco e nas regiões vizinhas, as bandas externas de tempestade de Jimena causaram apenas chuvas leves a moderadas, e as autoridades portuárias decidiram não fechar o porto da cidade, mesmo sob risco de agitação marítima. Porém, as bandas externas de tempestade de Jimena causaram chuvas torrenciais, e causaram enchentes e deslizamentos de terra nos estados mexicanos de Jalisco, Guerrero e Colima, onde o relevo montanhoso favorece uma maior quantidade de chuva. Mesmo com os portos abertos, as autoridades recomendaram o retorno de embarcações pequenas e médias para os portos.

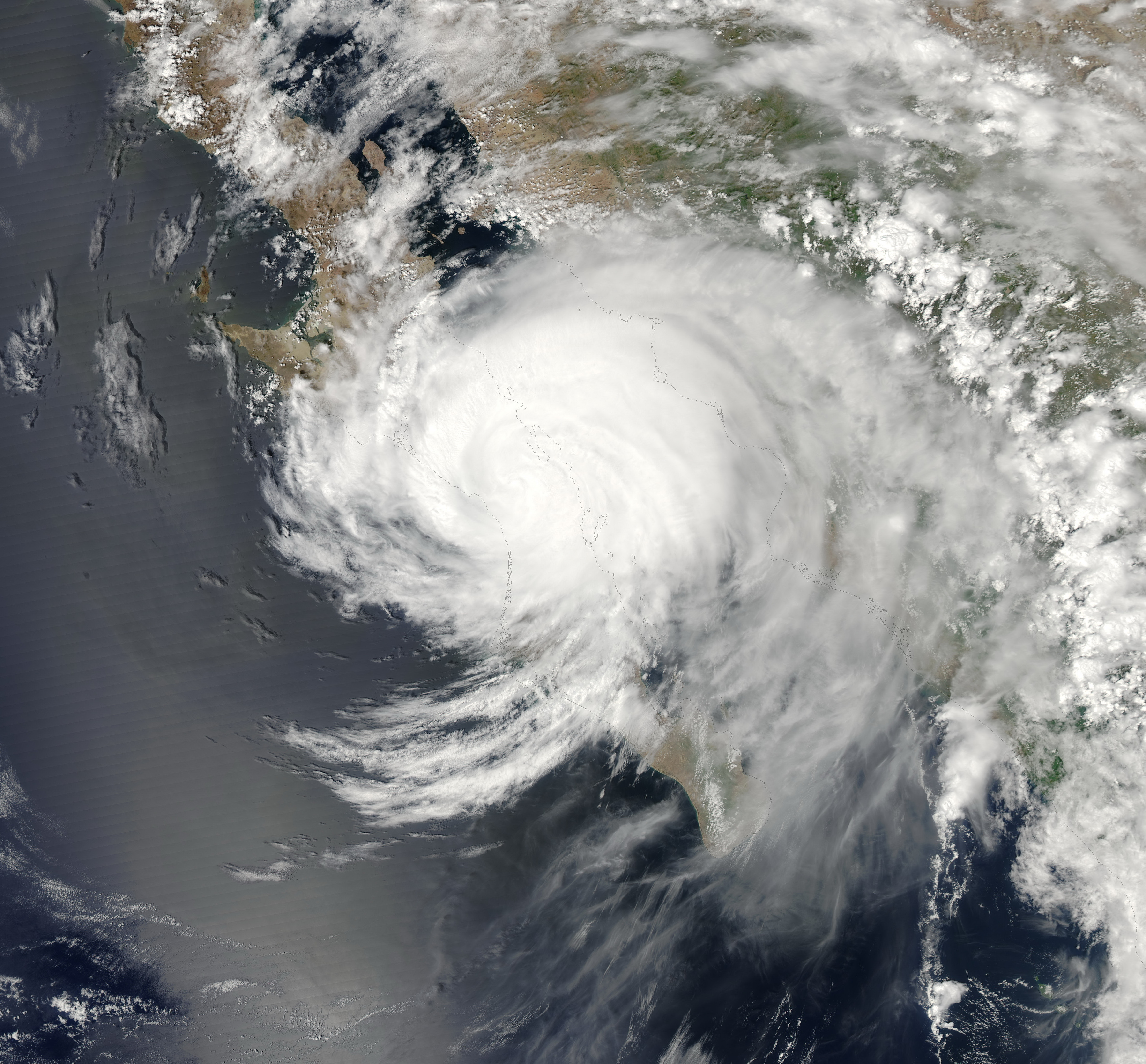
O furacão Jimena sobre a península da Baixa Califórnia em 2 de setembro

No início da madrugada (UTC) de 31 de agosto, o governo mexicano emitiu um alerta de furacão para a costa do sul da península da Baixa Califórnia, entre as cidades de Baia de Magdalena e San Evaristo, englobando praticamente toda a costa do estado mexicano de Baja California Sur. Na cidade de La Paz, os residentes se apressaram para comprar suprimentos para a passagem de Jimena pela região, antes que lojas e supermercados fechassem. Durante a noite (UTC) de 30 de agosto, as primeiras bandas de tempestade associadas a Jimena começaram a chegar à península da Baixa Califórnia, e imediatamente causaram a interrupção do fornecimento de eletricidade para várias localidades da região. A chegada do furacão também veio acompanhada de chuvas torrenciais e ventos de mais de 150 km/h. Em 31 de agosto, a defesa civil mexicana anunciou a retirada de mais de 20.000 residentes da cidade resort de Los Cabos.
Na tarde de 31 de agosto, o governo do estado mexicano de Sonora emitiu um alerta azul (alerta mínimo) para 14 municípios do sul estado. Mais tarde naquele dia, o alerta azul foi substituído por um alerta verde, o que representa riscos de chuvas torrenciais. Os ventos fortíssimos de Jimena trouxeram estragos para várias localidades do sul da península da Baixa Califórnia. Uma pessoa foi morta na cidade de Mulegé. Mais de dois terços das residências da cidade de Puerto San Carlos, e o fornecimento de eletricidade foi interrompido totalmente nas cidades de Loreto e Comondú. Além disso, enchentes e interrupções do fornecimento de eletricidade e de comunicações foram relatados em Guaymas e em Empalme, no estado de Sonora. Duas pessoas morreram num acidente de carro em Guaymas relacionado ao mau tempo provocado por Jimena, e outras duas ainda continuam desaparecidas.
O setor agrícola mexicano também sofreu fortes impactos com a passagem de Jimena. Pelo menos 400 hectares de plantações cítricas foram perdidos e outros 80 hectares de estufas foram destruídos. Essas perdas totalizaram em mais de 500 milhões de pesos mexicanos (cerca de 37,3 milhões de dólares - valores em 2009). A infraestrutura também foi bastante afetada, e as perdas totais chegaram 300 milhões de pesos mexicanos (12,5 milhões de dólares - valores em 2009). Os prejuízos totais causados por Jimena no México somaram 800 milhões de pesos mexicanos, ou 59,8 milhões de dólares (valores em 2009).
Enquanto a área de baixa pressão precursora de Jimena ainda estava cruzando a América Central, o Centro Nacional de Furacões alertou sobre a possibilidade de chuvas torrenciais sobre a região e sobre o sul do México. No entanto, nenhum dano mais severo foi registrado na região. As chuvas associadas a Jimena ajudaram a reduzir os incêndios florestais descontrolados que ocorriam na Califórnia devido ao tempo seco.
Jimena foi um ciclone tropical de intensidade incomum na bacia do oceano Pacífico Nordeste. Primeiramente, Jimena se intensificou de uma depressão tropical para um grande furacão de categoria 3 na escala de furacões de Saffir-Simpson em apenas 30 horas, e de uma tempestade tropical para um grande furacão de categoria 3 em apenas 24 horas. Além disso, Jimena se intensificou de uma depressão tropical para um furacão de categoria 4 em apenas 36 horas, e de uma tempestade tropical para um furacão de categoria 4 em apenas 30 horas. Todos estes recordes Jimena compartilha com o furacão Elida em 2002. Jimena também foi o mais intenso ciclone tropical no Pacífico Nordeste desde o furacão Javier, em 2004, e o ciclone tropical mais intenso no hemisfério ocidental desde o furacão Felix em 2007.